# Brunette (piosenkarka)
Brunette, właśc. Elen Jeremian (orm. Էլեն Երեմյան; ur. 27 maja 2001 w Erywaniu) – ormiańska piosenkarka i autorka tekstów. Reprezentantka Armenii w 67. Konkursie Piosenki Eurowizji (2023).

## Kariera
W 2019 wydała swój debiutancki singel „Love the Way You Feel” we współpracy z Fundacją Nvak.
1 lutego 2023 ogłoszono, że została wybrana wewnętrznie przez ormiańskiego nadawcę AMPTV do reprezentowania Armenii w 67. Konkursie Piosenki Eurowizji w Liverpoolu z piosenką „Future Lover”. 11 maja 2023 wystąpiła jako druga w kolejności startowej w drugim półfinale i zakwalifikowała się do finału, gdzie zajęła 14. miejsce zdobywszy 122 punktów, w tym 69 pkt od jury (12. miejsce) oraz 53 pkt od widzów (13. miejsce).
W maju 2024 przedstawiła punktację ormiańskiego jury podczas finału 68. Konkursu Piosenki Eurowizji.

## Dyskografia

### Single
| Rok                                                      | Tytuł                                      | Najwyższe pozycje na listach | Najwyższe pozycje na listach | Najwyższe pozycje na listach | Najwyższe pozycje na listach | Najwyższe pozycje na listach | Najwyższe pozycje na listach | Najwyższe pozycje na listach | Najwyższe pozycje na listach | Album |
| Rok                                                      | Tytuł                                      | Apple Music                  | Apple Music                  | iTunes                       | iTunes                       | iTunes                       | iTunes                       | iTunes                       | iTunes                       | Album |
| Rok                                                      | Tytuł                                      | ARM                          | CYP                          | ARM                          | BRA                          | CZE                          | ISR                          | POL                          | SWI                          | Album |
| -------------------------------------------------------- | ------------------------------------------ | ---------------------------- | ---------------------------- | ---------------------------- | ---------------------------- | ---------------------------- | ---------------------------- | ---------------------------- | ---------------------------- | ----- |
| 2019                                                     | „Love The Way You Feel”                    | –                            | –                            | –                            | –                            | –                            | –                            | –                            | –                            | –     |
| 2019                                                     | „Wash Out”                                 | –                            | –                            | –                            | –                            | –                            | –                            | –                            | –                            | –     |
| 2020                                                     | „F*****g Boy” (Roses, gościnnie: Brunette) | –                            | –                            | –                            | –                            | –                            | –                            | –                            | –                            | –     |
| 2022                                                     | „Smoke Break”                              | 1                            | –                            | 1                            | –                            | –                            | 33                           | –                            | –                            | –     |
| 2022                                                     | „Bac kapuyt achqerd” (Բաց կապույտ աչքերդ)  | 1                            | –                            | –                            | –                            | –                            | –                            | –                            | –                            | –     |
| 2022                                                     | „Gisher” (Գիշեր)                           | 6                            | –                            | –                            | –                            | –                            | –                            | –                            | –                            | –     |
| 2023                                                     | „Future Lover”                             | 1                            | 32                           | 1                            | 38                           | 24                           | 5                            | 8                            | –                            | –     |
| 2023                                                     | „Dimak” (Դիմակ)                            | 2                            | –                            | –                            | –                            | 23                           | –                            | –                            | –                            | –     |
| 2023                                                     | „Holiday Nostalgia”                        | 1                            | –                            | –                            | –                            | –                            | –                            | –                            | 73                           | –     |
| 2023                                                     | „Aynpes uzum em”                           | 2                            | –                            | 1                            | –                            | –                            | –                            | –                            | –                            | –     |
| 2023                                                     | „Hima tsurt a”                             | 6                            | –                            | 1                            | –                            | –                            | –                            | –                            | –                            | –     |
| 2024                                                     | „Arev es”(z Parg)                          | 13                           | –                            | 2                            | –                            | –                            | –                            | –                            | –                            | –     |
| 2024                                                     | „Superstar illness”                        | –                            | –                            | –                            | –                            | –                            | –                            | –                            | –                            | –     |
| 2024                                                     | „U De Mi or”                               | –                            | –                            | –                            | –                            | –                            | –                            | –                            | –                            | –     |
| „–” oznacza, że singel nie był notowany na danej liście. |                                            |                              |                              |                              |                              |                              |                              |                              |                              |       |